# Witold Kundzewicz
Witold Kundzewicz (ur. 1983) - absolwent Akademii Ekonomicznej w Poznaniu, członek zarządu Telewizji WTK, założyciel i redaktor naczelny portalu epoznan.pl. Laureat nagród: Moje Wizje Poznania, Twoja Wizja Rozwoju Przedsiębiorczości, Pomysł na Biznes Roku 2006.
Syn profesora Zbigniewa Kundzewicza.